# Henry: retrat d'un assassí en sèrie
Henry: retrat d'un assassí en sèrie (títol original: Henry: Portrait of a Serial Killer) és una pel·lícula estatunidenca de John McNaughton estrenada el 1986 i doblada al català

## Argument
Obsessionat per la seva infantesa màrtir, Henry mata. És l'única manera per a ell d'alliberar-se dels seus dimonis.

## Repartiment
- Michael Rooker: Henry
- Tom Towles: Ottis
- Tracy Arnold: Becky

## Al voltant de la pel·lícula
- Henry: retrat d'un assassí en sèrie  és basada en el verdader assassí en sèrie, Henry Lee Lucas.
- La pel·lícula havia d'estrenarse inicialment en sales el 1986, però la censura americana el desterra de les pantalles fins al 1990 a causa de la seva violència molt dura. Però esdevindrà una pel·lícula de culte gràcies al seu realisme i la seva autenticitat.
- El grup americà avantguardista de Metal Fantômas n'ha fet una cançó, figurant a l'àlbum The Director's Cut (2001)
- La pel·lícula ha tingut certament una influència molt determinant sobre C'est arrivé près de chez vous, si se'n jutgen els nombrosos punts comuns torbadors: Henry és avui una pel·lícula risible pel seu costat "massa" seriós i els autors de C'est arrivé... han empès fins al final la lògica de l'humor negre present (involuntàriament) en aquest model. Al mateix temps, la idea de filmar els homicidis ve, segons el director, de la novel·la Red Dragon.